# Nomen dubium
In tassonomia, un nomen dubium (plurale nomina dubia) è un nome scientifico di applicazione dubbia o sconosciuta. In caso di un nomen dubium, infatti, potrebbe essere impossibile determinare con certezza se un reperto appartenga a un gruppo o no. Questo può accadere anche se il reperto in questione, e classificato in passato, è andato perduto o distrutto non lasciando quindi materiale usabile per confronti.
Nel caso di reperti fossili, il ritrovamento originale (olotipo) potrebbe essere così frammentario da non permettere una classificazione adeguata. Nel caso esistano altri reperti appartenenti all'animale, il Codice internazionale di nomenclatura zoologica permette di selezionare un nuovo tipo (neotipo) dotato di caratteri diagnostici.